# Jalkapallon suomenmestaruuskilpailut 1924
La Jalkapallon suomenmestaruuskilpailut 1924 fu la sedicesima edizione del campionato finlandese di calcio. Fu giocato in un formato di coppa e vide la vittoria dell'Åbo IFK.

## Semifinali
|         | Risultati |       | Luogo e data |
| ------- | --------- | ----- | ------------ |
| HPS     | 8-2       | Sudet |              |
| Åbo IFK | 2-2       | KIF   |              |
| Åbo IFK | 3-2       | KIF   |              |
|         |           |       |              |

## Finale
|         | Risultati |     | Luogo e data |
| ------- | --------- | --- | ------------ |
| Åbo IFK | 4-3       | HPS |              |
|         |           |     |              |